# Vista Alegre do Prata
Pour les articles homonymes, voir Vista Alegre.
Vista Alegre do Prata est une municipalité brésilienne située dans l'État du Rio Grande do Sul.